# Габитова, Фатима Зайнуллаевна
Фатима Зайнуллаевна Габитова (тат. Фатыйма Зәйнулла кызы Габитова, каз. Фатима Ғабитова; 14 октября 1903, Капал, Семиреченская область, Российская Империя — 6 января 1968, Алма-Ата, Казахская ССР, СССР) — поэтесса, прозаик, публицист, литературовед, редактор, педагог, переводчик. Известна как жена трёх казахских общественных деятелей и литераторов, таких как Билял Сулеев, Ильяс Джансугуров и Мухтар Ауэзов.

## Биография
Родилась 14 октября 1903 года в татарской семье купца Зайнуллы в селе Капал Семиреченской области. Окончила начальную русскую школу для девочек, а затем обучалась в татарском медресе «Хусайния» в Оренбурге. С 1914 по 1917 годах училась у сосланной немки Иды Карл немецким и французским языкам, а также игре на мандолине. В 1918 году, в возрасте 15 лет, работала учительницей в Капальской татарской школе.
В 1919 году в возрасте 16 лет вышла замуж за видного просветителя и педагога Биляла Сулеева, который в то время занимался открытием школ-интернатов для казахских детей в Семиреченской области. Спустя год у супругов родилась дочь Фарида, а в 1923 году — сын Женибек. В 1928 году Фатима преподавала в Алматинской казахской школе № 8 имени Байтурсынова и краевой девятилетней казахской школе. А затем преподавала в фармацевтическом техникуме Семипалатинска, куда перевели её мужа. Вскоре Билял Сулеев был арестован по обвинению в «национализме». 5 сентября 1932 года он был освобождён, но должен был работать в Москве, поэтому Фатима осталась одна без поддержки.
Но в том же 1932 году она встречается с поэтом Ильясом Жансугуровым, видным другом Биляла Сулеева, с которым познакомилась ещё в 1919 году. Ильяс влюбился в молодую учительницу, писал ей стихи и не скрывал чувств, но из-за того, что Фатима была замужем, она не ответила взаимностью и посоветовала ему направить свою пылкость в творчество. Позже после развода с Билялом она вышла за него замуж. В 1933 году у них родилась дочь, Умут Джансугурова. В том же году Ильяс Жансугуров работал заведующим изданием казахской политической литературы. Фатима преподавала казахский язык в университете, работала редактором отдела фольклора и детской литературы в государственном издательстве, а также в библиотеке Наркомата народного просвещения Казахской ССР. В 1934 году вместе со своим мужем участвовала в I съезде писателей СССР в Москве. В 1937 году Ильяс Жансугуров был арестован, а затем расстрелян в феврале 1938 года. Тогда же были опасения, что все научные труды Ильяса будут уничтожены, поэтому Фатима бережно их хранила. Одновременно с этим она записывает детей от брака с Ильясом на свою девичью фамилию, Габитовами, а затем отправляет в Капал, сама переехав в Семей. 
В 1940 году вернулась в Алма-Ату, чтобы отыскать все документы и сведения о её муже. С началом Великой отечественной войны её сын, рожденный от брака с Билялом, был отправлен на фронт. Чтобы заработать карточки на хлеб для своей семьи, Фатима по несколько часов в неделю преподавала казахский язык в физкультурном техникуме. Тогда же ей приходит на помощь выдающийся драматург Мухтар Ауэзов, имевший связи с Ильясовым и Билялом. Он помогал Фатиме материально и духовно, рискуя собственной свободой, поскольку Фатима была дважды признана как «жена врага народа». Так, в 1949 году он поселил её в доме в Алма-Ате на улице Мира, 83 (ныне улица Иссык-Кульская), в котором та с детьми прожила десять лет. А также оказывал помощь её детям в образовании. В дальнейшем отношения перетекли в романтические, хотя Мухтар уже был женат на филологе из Ленинграда, Валентине Кузьминой. В 1943 году у них родился сын Мурат. 
По окончании войны Фатима занималась реабилитацией своих мужей, литературной и просветительской деятельностью. Владела несколькими языками, играла на различных музыкальных инструментах, интересовалась сохранением фольклора, в том числе долгие годы собирала пословицы и поговорки.
Умерла 6 января 1968 года в Алма-Ате от рака пищевода.

## Творчество
Фатима Габитова получила известность как школьная учительница казахского языка и литературы. Вся ее жизнь была связана с литературной и просветительской деятельностью. Она воспитала тысячи учеников и активно участвовала в реформах образования. Кроме того, она была талантливой писательницей, но сложные жизненные обстоятельства не позволили ее таланту раскрыться в полной мере. В ее литературном наследии — патриотические стихи, красивые рассказы, лирические этюды, переводы, литературно-критические статьи. Ее стихи на русский язык переводили казахские поэты Бахытжан Канапьянов, Кайрат Бакбергенов, Бахыт Каирбеков и другие.

## Память
В 2010 году издательство «Жибек жолы» при поддержке Международного фонда Мухтара Ауэзова выпустило книгу «Фатима», которая была посвящена жизни и творчеству учительницы Фатимы Габитовой. В первую часть вошли стихи, письма и телеграммы Фатимы к близким людям. Вторая глава посвящена преимущественно чужим слухам о ней.
В 2016 году в Алматы состоялась премьера документального фильма «Фатима» о жизни и деятельности Фатимы Габитовой. Фильм был снят на основе её личного дневника, который она вела с 1916 года.  Автором сценария стала её внучка, Жанар Джандосова.